# Protestes de Papua de 2019
Les protestes de Papua de 2019 són una sèrie de protestes dels papús a Indonèsia que van sorgir el 19 d'agost de 2019 i que van tenir lloc principalment a la regió indonèsia Papua Occidental. Inicialment, les protestes van començar en resposta a les detencions a Surabaya de 43 estudiants papús per presumpta falta de respecte a la bandera d'Indonèsia. En moltes de les protestes van participar milers de persones, i algunes van passar de les protestes locals a Surabaya a exigir un referèndum d'independència per a tota la regió. En diverses poblacions, les protestes es van convertir en disturbis generalitzats, que van donar lloc a la destrucció d'edificis governamentals en Wamena, Sorong i Jayapura. Els enfrontaments entre els manifestants violents i la policia van provocar ferides, i més de 30 persones van morir tant en els enfrontaments com en els disturbis.
En resposta als disturbis, el Govern d'Indonèsia va posar en marxa una apagada d'Internet a la regió. Un reporter de Reuters de l'oficina de Jakarta va descriure els disturbis com els més greus de Papua en anys.

## Context

Mapa de la Papua indonèsia, que comprèn les actuals províncies de Papua Occidental i Papua.

Com a estat successor de les Índies Orientals Neerlandeses, Indonèsia va reclamar tots els territoris colonials neerlandesos de l'arxipèlag malai, inclosa Papua, abans coneguda com a Nova Guinea Holandesa. La sobirania sobre la regió es va transferir a Indonèsia en 1969 després del controvertit «Acte de Lliure Elecció». En els anys següents es va produir una insurrecció de baixa intensitat en tota la regió. Després de desembre de 2018, desenes de milers de civils dels voltants de la Regència de Nduga van ser desplaçats arran de l'augment de la presència militar després de la massacre dels treballadors que construïen l'autopista Trans-Papua i el conflicte amb els combatents separatistes. En un intent per reduir les tensions a la regió, el govern indonesi va concedir una major autonomia a les províncies de la regió, i el president Joko Widodo (Jokowi) va visitar la regió sis vegades des que va jurar el seu càrrec en 2014.

## Cronologia

### Agost

#### Manifestacions del 15 d'agost
El 15 d'agost de 2019, aniversari de l'Acord de Nova York de 1962 i coincidint amb un debat sobre Papua en el Fòrum de les Illes del Pacífic a Tuvalu, es van celebrar protestes dels papús en diverses ciutats d'Indonèsia, entre elles Jayapura, Sentani, Ternate, Ambon, Bandung, Yogyakarta, Jakarta i Malang. Diversos grups d'estudiants papús es van sumar a les protestes, que es van desenvolupar pacíficament en Yogyakarta i Jakarta, però van ser dispersades per les autoritats i diversos manifestants van ser detinguts en altres ciutats, encara que van ser posats en llibertat poc després. A Bandung, les milícies civils van obligar els manifestants a canviar el lloc de la manifestació. A la ciutat de Malang, els manifestants papús es van enfrontar als contramanifestants i més tard als afeccionats del club de futbol Arema Malang, amb insults racistes dels contramanifestants. Es va informar que cinc manifestants havien estat «greument ferits» i pràcticament tots els manifestants havien resultat ferits d'alguna manera.

#### Incident del 16 d'agost
El 16 d'agost de 2019, entorn de les celebracions de la Independència d'Indonèsia, quaranta-tres estudiants papús de Surabaya, Java Oriental, van ser detinguts per la policia després de rebre informes que una bandera indonèsia havia estat danyada fora de l'edifici en el qual vivien. Segons els informes de la policia, l'edifici on s'allotjaven els estudiants va ser assaltat per la policia mentre una multitud es reunia fora de l'edifici preparant-se per a assaltar-lo. Es va informar que milícies civils del Front de Defensors Islàmics i de la Joventut de Pancasila eren presents en el lloc i havien atacat als estudiants verbal i físicament. Presumptament, la multitud havia cridat «Micos, foteu el camp» als estudiants.

#### Augmenten les protestes
El 19 d'agost, una multitud del que un reporter de l'AFP va estimar que eren «diversos milers» va començar a protestar a Manokwari, la capital de la província de Papua Occidental. La protesta es va convertir en un motí que va resultar en l'incendi de l'edifici del parlament local. Segons les autoritats indonèsies, tres policies van resultar ferits pels manifestants que llançaven pedres. A més de les instal·lacions públiques, també es van incendiar algunes propietats privades. Alguns dels manifestants portaven la bandera del Morning Star -l'antiga bandera de la Nova Guinea holandesa utilitzada pel moviment Papua Lliure- mentre cridaven eslògans a favor de la independència. A Indonèsia, l'acció es castiga amb fins a 15 anys de presó. El sotsgovernador de Papua Occidental, Mohamad Lakotani, va assenyalar que l'economia de la ciutat estava completament paralitzada per les protestes. Segons un portaveu del Comitè Nacional de Papua Occidental, una manifestant va rebre un tret en el turmell durant les protestes a Manokwari. Les Forces Armades d'Indonèsia van dir als mitjans de comunicació que el 21 d'agost es van desplegar 300 soldats a Manokwari, amb un total de 1.200 efectius de seguretat durant tota la setmana.
Jayapura, la ciutat més gran de la regió i la capital de la província de Papua, va veure a centenars de manifestants que van llevar per la força la bandera indonèsia davant de l'oficina del governador Lukas Enembe. Els manifestants també van bloquejar el camí a l'aeroport Sentani de la ciutat.
A la ciutat de Sorong, les protestes també es van produir amb els trets reportats. En resposta als insults de «mico» a Surabaya, alguns dels manifestants es van vestir de micos. Una torba va envair l'aeroport Domini Eduard Osok i va tirar pedres a les finestres de cristall de l'aeroport, danyant l'edifici de la terminal. Això va obligar interrompre temporalment les operacions de l'aeroport. A més de l'aeroport, la presó de la ciutat també va ser incendiada, la qual cosa va provocar la fugida de 258 convictes i va ferir a alguns guàrdies de la presó, encara que el 23 d'agost un funcionari de la presó va assenyalar que la majoria dels presos escapolits simplement intentaven escapar del foc i buscar a les seves famílies i que la majoria dels escapolits han tornat a la presó.
Al voltant de 4.000-5.000 manifestants es van reunir a la ciutat minera de Timika, que va veure els danys en un hotel prop del parlament local de la Regència Mimika. Altres enfrontaments entre els manifestants i la policia es van produir enfront de l'edifici del parlament, mentre la policia dispersava a una multitud que esperava al regent de Mimika, Eltinus Omaleng. Desenes de persones van ser finalment arrestades, acusades de danyar l'hotel o de coaccionar a un taller de reparació d'automòbils local perquè li proporcionés pneumàtics per a un incendi de pneumàtics. Es va informar que tres policies van resultar ferits.
Milers de manifestants també es van reunir a la ciutat de Fakfak el 21 d'agost, on es va incendiar un mercat local i un edifici d'oficines i els manifestants van bloquejar les carreteres que condueixen a l'aeroport de Fakfak Toreja. La policia també va disparar gas lacrimogen als manifestants per a dispersar a la multitud. Segons un portaveu de la policia indonèsia, la situació va ser "continguda" i només unes 50 persones van participar en l'incendi de l'edifici del mercat. Diverses persones van resultar ferides en les protestes i els enfrontaments.
També es van celebrar mítings a les ciutats de Merauke, Nabire, Yahukimo i Biak.

#### Bloqueig d'Internet
Els estudiants papús de Jakarta també van celebrar una manifestació enfront del Ministeri de l'Interior el 22 d'agost. El mateix dia, el govern indonesi va anunciar una apagada total d'Internet en totes dues regions de Papua.
Van continuar les protestes més pacífiques, amb una "llarga marxa" pacífica en la Regència de Sarmi el 23 d'agost i una manifestació en favor de la independència a Semarang l'endemà. També es van celebrar altres manifestacions de protesta contra el racisme en Yogyakarta, Bandung i Denpasar, entre d'altres. Alguns activistes van assenyalar que les protestes eren les més grans que s'havien produït a la regió en els últims anys.
Les protestes van continuar el 26 d'agost, amb la bandera de Papua Occidental onejant per part de manifestants pacífics en la regència de Deiyai, que segons els organitzadors eren 5.000, juntament amb manifestacions simultànies a les ciutats papús de Wamena, Paniai, Yahukimo i Dogiyai, a més de ciutats fora de Papua, com Makassar. La protesta va créixer més tard a més de 7.000 participants.
El 28 d'agost, els manifestants a Deiyai van exigir al regent de Deiyai que signés una petició exigint un referèndum d'independència, però segons els informes oficials una gran munió va atacar als oficials que custodiaven el lloc, i en els enfrontaments subsegüents un sergent de l'exèrcit indonesi va resultar mort i alguns oficials ferits. També va haver-hi informes de baixes civils - segons la Policia Nacional d'Indonèsia, dos civils van ser assassinats mentre que els mitjans de comunicació locals Suara Papua van informar de sis morts. Els activistes locals de drets humans van informar de set morts de civils. La policia va declarar posteriorment que cinc manifestants havien mort després d'un intent de confiscar armes de la policia.

#### Escalada de violència
El 29 d'agost, els manifestants suposadament van carregar i van incendiar diversos edificis governamentals i un centre comercial. La policia indonèsia va reaccionar disparant gas lacrimogen i bales de goma als manifestants.
En el matí del 30 d'agost, les contínues protestes violentes van donar lloc al fet que la sucursal de la Comissió Electoral General a Jayapura fos incendiada, cremant documents dels representants locals elegits en les eleccions de 2019. Els manifestants també havien incendiat edificis i automòbils el dia anterior a la ciutat, irrompent en una presó del districte d'Abepura. Aquesta nit, altres 1.250 membres del personal de seguretat van ser desplegats a Jayapura.
El mateix dia, els manifestants independentistes van ocupar els edificis del governador provincial. Les protestes es van estendre fora de les regions de Papua i Papua Occidental, i fins i tot es van celebrar protestes independentistes en la capital indonèsia, Jakarta.

### Setembre

#### Enfrontaments i lluites entre dos bàndols
L'1 de setembre, tres estudiants papús van ser presumptament afusellats en els seus dormitoris universitaris per grups de milícies pro-governamentals. Les imatges mostren a les tropes de seguretat indonèsies disparant presumptament amb bales reals a les multituds que protestaven sense violència durant la setmana anterior, matant a 6-8 manifestants. L'incident a Deiyai, província de Papua, es va produir el 28 d'agost de 2019, quan una protesta d'unes 150 persones es va tornar violenta quan un grup separat armat amb arcs i fletxes, així com amb matxets, es va unir a la protesta i va incitar a la multitud a atacar als agents de l'ordre i va causar disturbis.
L'Ambaixada indonèsia a Canberra va respondre a l'acusació amb la declaració:
| « | Els agents de la llei han intentat raonar amb la multitud i l'han calmat. Cal assenyalar també que els agents van ser extremadament moderats en la seva resposta. No obstant això, la multitud va ignorar les súpliques dels agents i els va atacar amb fletxes. Els agents de policia han tractat de dispersar a la multitud amb trets d'advertiment i gas lacrimogen, però els atacs van continuar. Després, els agents de policia es van veure obligats a disparar, d'acord amb la seva obligació de restablir l'ordre públic, així com en defensa pròpia. En tals circumstàncies, tots els organismes encarregats de fer complir la llei de tots els països faran el mateix per a mantenir la seguretat i l'ordre públic, així com per a salvaguardar la vida i els béns del públic en general. Així i tot, va haver-hi un oficial que va morir, mentre que altres sis oficials van resultar ferits, tots disparats amb fletxes. | » |

La policia indonèsia va detenir a dotzenes de manifestants que participaven en les protestes. Les autoritats indonèsies al·leguen que els manifestants arrestats havien participat en l'incendi d'edificis governamentals el 29 d'agost. S'informa que un jove papú va ser assassinat després que la policia indonèsia arribés per a dispersar una manifestació a Abepura.

#### Prohibició de les protestes
El 2 de setembre, el govern indonesi va enviar 6.000 policies i militars addicionals a Papua enmig de l'apagada d'Internet. Les autoritats indonèsies van prohibir el que van considerar "protestes violentes" i van advertir que qualsevol persona que fos sorpresa "donant suport al separatisme" o "expressant opinions separatistes" en públic seria arrestada i acusada de traïció. Les autoritats indonèsies d'immigració van anunciar que quatre ciutadans australians que presumptament havien participat en manifestacions en favor de la independència serien deportats del país.
Aquest mateix dia, el govern indonesi va anunciar que es restringiria l'accés a les regions de Papua i Papua Occidental als nacionals estrangers. La policia indonèsia va bloquejar una marxa proindependentista a Manokwari. El cap de la policia nacional d'Indonèsia va prometre trobar i arrestar als sospitosos de ser activistes i va declarar que la policia «els perseguirà... ja sabem qui són». Més tard, els funcionaris indonesis van presentar una notificació de la Interpol per a arrestar a Koman, qui segons el portaveu de la policia havia partit a Austràlia, després d'una batuda a la seva casa abandonada de Jakarta.
L'Oficina de Drets Humans de les Nacions Unides va emetre una declaració en la qual condemnava la violència en Papua, i demanava a les autoritats indonèsies que restringissin les milícies nacionalistes que tenien com a objectiu als manifestants i impedissin que es continués intimidant als periodistes, els defensors dels drets humans i els estudiants. L'oficina també va demanar un diàleg oficial entre el govern indonesi i el poble de Papua.
El 5 de setembre, el govern indonesi va aixecar parcialment l'apagada d'Internet que havia imposat a la regió, al mateix temps que va advertir que podria restablir-ho abruptament en qualsevol moment si considerava que la situació havia «empitjorat».

#### Reactivació de les protestes
En 2019 es va informar que un estudiant va ser assassinat durant les noves protestes del 23 de setembre, quan els militars indonesis van afirmar que els manifestants havien cremat una oficina del govern en Wamena. Segons el comandant del districte militar local, 16 civils van morir i 65 van resultar ferits, sense que hi hagués hagut baixes policials o militars en els disturbis posteriors. Segons les autoritats locals, el conjunt particular de protestes va ser provocat per un incident de racisme separat dins de la ciutat. Un corresponsal de Kompas en Wamena va informar que es van sentir trets en tota la ciutat i que els civils s'estaven refugiant en comissaries i bases militars. Dels 16 civils morts, 13 procedien de fora de la província, i la majoria de les morts es van produir en quedar atrapats en edificis incendiats per la torba enfurida. En resposta a les protestes, el Ministeri de Comunicació i Informació va reactivar l'apagada d'Internet en Wamena.
En protestes i enfrontaments separats en Jayapura, es va informar que tres manifestants i un oficial de policia havien mort. Els enfrontaments en Jayapura es van produir entre un grup que protestava en la Universitat de Cenderawasih que, segons les autoritats, era l'Aliança d'Estudiants de Papua Nova Guinea, i les autoritats a més de les milícies civils pro-militars.

## Refugiats
A causa dels disturbis i als disturbis, al voltant de 15.000 civils van ser evacuats de Wamena, i altres 1.726 van ser desplaçats internament dins de la ciutat a principis d'octubre. En direcció contrària, uns 2.000 estudiants papús van tornar d'altres ciutats d'Indonèsia als seus pobles i ciutats d'origen, informant d'un sentiment d'intimidació i perill.

## Reaccions

### A nivell estatal
En resposta a les protestes, el Ministeri de Comunicacions i Tecnologia de la Informació d'Indonèsia va posar en marxa un tancament d'Internet entorn de Sorong, en una mesura que es va declarar per a combatre la desinformació, i que posteriorment es va ampliar per a abastar tota la regió. El Ministeri també va informar que havia tancat els comptes dels mitjans socials que "compartien un contingut provocatiu". El tancament d'Internet va donar lloc a una altra protesta contra el ministeri a Jakarta per les organitzacions de drets.
En la nit del 19 d'agost, el president Joko Widodo va emetre una declaració instant la calma i va assenyalar als papús que "està bé ser emotiu, però és millor ser indulgent". La paciència també és millor". Joko Widodo també va preparar una visita a la regió. El Ministre Coordinador d'Assumptes Polítics, Legals i de Seguretat Wiranto també va emetre una declaració que prometia una recerca "completa i justa" de l'incident en Surabaya i va afegir que la situació a Papua estava baix control. Wiranto va afirmar a més que una "certa part" s'estava beneficiant de la caòtica situació. També va declarar que havia donat instruccions a les forces de seguretat perquè evitessin les mesures repressives i no utilitzessin munició d'ús corrent, i va rebutjar la possibilitat d'un referèndum. El cap de la Policia Nacional, Tito Karnavian, va afirmar que els disturbis havien estat causats, a més de l'incident en Surabaya i el tracte als estudiants involucrats, per un engany sobre la mort d'un dels estudiants durant la seva detenció.
El Vicepresident del Consell de Representants del Poble, Fadli Zon, va demanar que s'investigués als responsables de l'incident de racisme en Surabaya. La policia regional de Java Oriental va formar un equip per a investigar les acusacions. El bisbe d'Ambon Petrus Canisius Mandagi [aneu] va cridar a protestes pacífiques i va remarcar que els papús "no haurien de ser salvatges com els que escupen el racisme". El senador indonesi de Papua Yorrys Raweyai [aneu] va demanar la dissolució del Banser de Nahdlatul Ulama, al·legant que la dissolució de la milícia era una exigència dels manifestants de Sorong. El governador de Papua, Lukas Enembe, va visitar l'edifici dels estudiants papús en Surabaya el 27 d'agost, però va ser rebutjat pels estudiants, que havien rebutjat a tots els visitants, com l'alcalde de Surabaya, Tri Rismaharini.
Tri Susanti, membre de Gerindra i líder de les protestes de Surabaya contra els estudiants papús, es va disculpar públicament després de les protestes en tot Papua i va negar les acusacions de violència física contra els estudiants.
La figura de la independència de Papua Occidental, Benny Wenda, va comentar que l'incident de Surabaya havia «encès la foguera de gairebé 60 anys de racisme, discriminació i tortura del poble de Papua Occidental per part d'Indonèsia». Un portaveu de l'Exèrcit d'Alliberament de Papua Occidental (un grup armat proindependentista) va declarar que el grup no havia participat en les protestes.

### A nivell internacional
- Nacions Unides — La Comissionada de Drets Humans de l'ONU, Michelle Bachelet, va instar el govern indonesi a entaular converses amb els papús. Va assenyalar que les autoritats indonèsies no li han permès visitar Papua, a pesar que van acceptar aquesta visita "en principi" abans de l'inici de les protestes.[76]
- Austràlia — El govern australià va instar la moderació «per totes les parts rellevants», i el ministre d'afers exteriors de la nació va declarar que Austràlia estava «molt preocupada» pels informes de violència a Papua «seguiria» amb les autoritats indonèsies.[77]
- Salomó — L'estat de Salomó van presentar una petició conjunta amb Vanuatu davant la Comissió de Drets Humans de les Nacions Unides, en la qual els països van expressar la seva "profunda preocupació" pel que consideraven que eren violacions contínues dels drets humans i discriminació ètnica practicades pel govern indonesi contra els papús. Les dues nacions també van condemnar el fet que les autoritats indonèsies encara no haguessin donat accés a Papua al Comissionat de les Nacions Unides per als Drets Humans.[78][79]
- Vanuatu — El Primer Ministre Charlot Salwai va criticar davant l'Assemblea General de les Nacions Unides els suposats abusos dels drets humans perpetrats pel govern indonesi, citant a Papua com un dels pocs territoris del Pacífic que encara «no ha trencat els grillons del colonialisme». Un diplomàtic indonesi present en la reunió va condemnar la declaració del Primer Ministre de Vanuatu i va declarar que «Papua és, ha estat i serà sempre part d'Indonèsia».[80][81]

## Conseqüències

### Detencions i judici
Després de les protestes, dotzenes de persones van ser arrestades sota diversos càrrecs. Només en Jayapura, la policia va informar de la detenció de 28 sospitosos baix càrrecs de saqueig i danys a edificis, entre d'altres. A Jakarta, dos estudiants que suposadament enarboraven la bandera de Papua Occidental van ser arrestats baix càrrecs de traïció.
Quatre ciutadans australians van ser deportats de Sorong per les autoritats indonèsies després d'haver estat descoberts participant en les protestes. El 9 de setembre, la policia va detenir a 18 persones del dormitori estudiantil de la Universitat de Cenderawasih en Jayapura.

### Demanda per l'apagada d'Internet
En resposta a l'escalada de protestes, les autoritats indonèsies van anunciar una apagada total d'Internet en totes les regions de Papua el 22 d'agost de 2019. L'apagada continua fins al 6 de setembre, quan es va aixecar parcialment per a diverses regions, i l'aixecament complet de l'apagada només va ocórrer l'11 de setembre. Malgrat les àmplies crítiques dels activistes de drets humans, els periodistes i els civils papús, que es van adonar que les seves activitats diàries es veien greument obstaculitzades per l'apagada, les autoritats indonèsies van defensar la decisió com a necessària per a evitar la propagació dels discursos d'odi i els enganys que podrien empitjorar les protestes. A causa de l'apagada, una oficina de Telkom Indonesia en Jayapura va ser cremada pels manifestants.
El 21 de novembre de 2019, organitzacions públiques indonèsies, entre elles l'Associació de Periodistes Indonesis i la Fundació d'Assistència Jurídica d'Indonèsia, entre d'altres, van presentar una demanda contra el President d'Indonèsia i la decisió del Ministeri de Comunicacions i Tecnologia de la Informació de bloquejar l'accés a Internet en Papua durant la protesta. La següent demanda va ser tramitada pel Tribunal Administratiu de Jakarta.
Després de sis mesos de judici, el Tribunal Administratiu de Jakarta va anunciar la seva decisió a favor del demandant en una sessió judicial que va tenir lloc el 3 de juny de 2020. El tribunal va determinar que el govern havia violat la llei d'emergència en bloquejar l'accés a Internet a Papua al no provar que el país es trobava en estat d'emergència que requeria la decisió de l'apagada. El jutge també va argumentar que el govern només havia de bloquejar l'accés als comptes i documents que violaven la llei, en lloc de bloquejar Internet íntegrament. El tribunal també imposa als acusats el pagament de les costes judicials.
Després del veredicte, el President d'Indonèsia i el Ministeri de Comunicacions van declarar la seva intenció d'apel·lar el veredicte el 12 de juny. El 18 de juny, el Ministeri de Comunicacions va decidir retractar-se del seu intent d'apel·lar la fallada, i el President va seguir la demanda el 22 de juny. L'autoritat va justificar la decisió que el Govern ha de centrar-se més en els esforços per mitigar l'actual pandèmia de COVID-19 a Indonèsia.